# فرودگاه بین‌المللی شهرستان موریک
فرودگاه بین‌المللی موریک کانتی (به انگلیسی: Maverick County Memorial International Airport) یک فرودگاه همگانی بهره‌برداری هوایی با کد یاتا EGP است که یک باند فرود آسفالت دارد و طول باند آن ۱۶۷۸ متر است. این فرودگاه در شهر ایگل پس، تگزاس کشور ایالات متحده آمریکا قرار دارد و در ارتفاع ۲۷۰ متری از سطح دریا واقع شده‌است.